# Shinobu Sekine
Shinobu Sekine (n. 20 septembrie 1943, Oarai⁠(d), Prefectura Ibaraki, Japonia – d. 18 decembrie 2018, Tokyo⁠(d), Tōkyō, Japonia) a fost un judocan ce a reprezentat Japonia, medaliat olimpic. A participat la o ediție a Jocurilor Olimpice (1972) în care a câștigat o medalie de aur.

## Participări
Lista de mai jos prezintă principalele competiții la care a participat Shinobu Sekine de-a lungul carierei.
- judo at the 1972 Summer Olympics – men's 80 kg[*]